# Адам Міколаєвський
Адам Міколаєвський (пол. Adam Mikołajewski; 24 грудня 1899 — 27 грудня 1952) — польський актор театру і кіно, також театральний режисер.

## Біографія
Адам Міколаєвський народився в Ново-Радомська (тепер Радомско). Освіту здобув на історичному факультеті Варшавського університету. Дебютував в театрі в 1922 році. Актор театрів у Варшаві, Вільнюсі, Лодзі, Катовицях, Сосновці і Гродно. Виступав в спектаклях «Театру телебачення» в 1959—1975 роках.
Помер у Варшаві.

## Вибрана фільмографія
- 1946 — Заборонені пісеньки
- 1947 — / Jasne Łany
- 1948 — Скарб
- 1954 — Пригода на Марієнштаті[pl]